# Copris confucius
Copris confucius là một loài bọ cánh cứng trong họ Bọ hung (Scarabaeidae).